# Джон Еліот Говард
Джон Еліот Говард (англ. John Eliot Howard; нар. 11 грудня 1807 — пом. 22 листопада 1883) — англійський хімік ХІХ століття, який проводив новаторські роботи з розвитку хініну.

## Життєпис
Говард народився в Плейстові, Ессекс, син Люка Говарда, відомого метеоролога-квакера і хіміка. Він працював у сімейному виробництві фармацевтичних препаратів фірм Howards and Sons. Він був обраний членом Королівського товариства в червні 1874 р.
Він був автором наукових праць, зокрема «Кінологія східно-індійських плантацій» (1869—1876), релігійних праць, включаючи коментарі до книги Послання до Євреїв та історій, включаючи «Острів святих», про Реформацію в Ірландії .
Спочатку Говард був квакером, але зв'язався з християнами, які збирались у новому Будинку засідань Брукс-стріт у Тоттенемі, нині каплиці Брук-Стріт, який був заснований у 1838—1839 рр. разом з іншими християнами, зокрема братом Говарда Робертом; його батько Люк («хрещений батько хмар») допоміг фінансувати будівництво каплиці: портрет батька та сина висить у Національній портретній галереї.
Говард одружився з Марією Крюдсон 9 вересня 1830 р., у пари народилося семеро дітей, у тому числі Джозеф Говард, який згодом був ліберальним депутатом Тоттенема. Сім'я жила в лорд-міді, Lordship Lane, Тоттенем. Говард помер у лондонському Едмонтоні у віці 76 років і похований на кладовищі Тоттенема. Одним з його онуків був орнітолог Генрі Еліот Говард.
Йому був присвячений рід Howardia з Rubiaceae.